# Peucedanum songpanense
Peucedanum songpanense är en flockblommig växtart som beskrevs av R.H.Shan och F.T.Pu. Peucedanum songpanense ingår i släktet siljor, och familjen flockblommiga växter. Inga underarter finns listade i Catalogue of Life.